# Sphaerotholus
Sphaerotholus là một chi khủng long thuộc họ Pachycephalosauridae sống vào thời kỳ Creta muộn tại miền tây Hoa Kỳ và Canada. Tới nay, ba loài đã được mô tả: loài điển hình, S. goodwini tại thành hệ Kirtland (tầng Champagne muộn) của quận San Juan, New Mexico, Mỹ; S. buchholtzae từ thành hệ Hell Creek (tầng Maastricht muộn) tại miền tây quận Carter, Montana, Mỹ; và S. edmontonense, từ thành hệ Horseshoe Canyon của Alberta, Canada. Tên Sphaerotholus là sự kết hợp của hai từ tiếng Hy Lạp, sphaira, nghĩa là "banh, bóng", và tholos, nghĩa là "mái vòm".